# معیشت پایدار
معیشت پایدار (به انگلیسی: Sustainable livelihood) در تقاطع مطالعات توسعه و زیست‌محیطی پدیدار می‌شود تا راه جدیدی برای تفکر دربارهٔ کار، تولید و توزیع ارائه دهد. به‌طور خاص، کار جمعیت‌های آسیب‌پذیر (به عنوان مثال، جمعیت کم‌درآمد ساکن در انتهای هرم، جوامع بومی، و غیره) در این مفهوم برای ساختن آینده‌ای پایدار مورد بحث قرار می‌گیرند که در آن نابرابری در خانوارها حذف شود. این اصطلاح نشان‌دهنده نگرانی با گسترش تمرکز مطالعات فقر فراتر از تظاهرات فیزیکی فقر است تا آسیب‌پذیری و طرد اجتماعی را نیز شامل شود.
رویکرد معیشت پایدار که از نظریه مربوط به توسعه پایدار سرچشمه می‌گیرد، نگرانی‌های جمعی برای منابع زیست‌محیطی و اقتصادی و تمرکز فردی را دربر می‌گیرد.